# Jean-François Debat
Jean-François Debat, né le 24 janvier 1966 à Lyon, est un homme politique français, membre du Parti socialiste (PS) et maire de Bourg-en-Bresse depuis 2008. Il est vice-président du conseil régional de Rhône-Alpes, délégué aux finances, de 2007 à 2015, sous la présidence de Jean-Jack Queyranne.

## Biographie

### Jeunesse
Ses parents ont contribué à développer Amnesty International à Bourg-en-Bresse.

### Formation
Il est diplômé de l'Institut d'études politiques de Paris, licencié en droit, ancien élève de l'ENA, promotion Léon Gambetta 1993.

### Carrière professionnelle
Jean-François Debat est conseiller d'État. Entre 2001 et 2008, il a été conseiller juridique logement pour la ville de Paris.

### Carrière politique
Membre du Parti socialiste depuis ses 18 ans, Jean-François Debat a été premier secrétaire fédéral dans l'Ain entre 1997 et 2000. Depuis dix ans, il est membre du conseil national. 
Jean-François Debat entre en 1995 au conseil municipal de Bourg-en-Bresse. Adjoint au maire d'André Godin, il est chargé de la vie des quartiers. Réélu en 2001 conseiller municipal, il prend la tête de l'opposition municipale en 2002. 
En 1997, il devient conseiller auprès de Laurent Fabius alors président de l'Assemblée nationale. Entre 1998 et 2001, Jean-François Debat est membre du cabinet de Louis Besson puis de Marie-Noëlle Lienemann sur les questions du logement, en particulier de la loi SRU.
En 2004, il conduit la liste du Parti socialiste du département de l'Ain aux élections régionales. La liste recueille 43,41 % dans l'Ain et 52 % sur Bourg-en-Bresse. Il devient ainsi conseiller régional de Auvergne-Rhône-Alpes, délégué aux finances et au budget. Il est élu vice-président chargé des finances en 2007. En 2008, un an après sa défaite aux élections législatives de 2007 à Bourg-en-Bresse face à Xavier Breton, il est élu maire de Bourg-en-Bresse avec près de 56 % des voix dès le premier tour. En 2010, il conduit à nouveau la liste du Parti socialiste du département de l'Ain aux élections régionales. Cette liste l'emporte avec 47,28 % des voix sur le département, 57 % sur Bourg-en-Bresse.
En mars 2008, il est élu maire de Bourg-en-Bresse, prenant ainsi la ville à la droite. Il est réélu en mars 2014, dès le premier tour.
Il soutient François Hollande lors de la primaire présidentielle socialiste de 2011, étant dans l'équipe officielle de campagne de la primaire en tant que responsable de la décentralisation et des collectivités locales. Il devient conseiller à la direction de la campagne de François Hollande au même titre que Laurent Baumel, Alain Bergounioux, Malek Boutih et Dominique Villemot.
Il est candidat aux élections législatives des 10 et 17 juin 2012 dans la première circonscription de l'Ain mais perd au second tour face au député sortant Xavier Breton.
En novembre 2012, Harlem Désir le désigne trésorier national du Parti socialiste.
En juillet 2017, il intègre la direction collégiale du PS.
En septembre 2024, Jean-François Débat assure l'intérim à la présidence de Villes de France après la nomination de Gil Avérous au gouvernement Barnier.

## Décoration
Il est fait chevalier de la Légion d'honneur en 2013.

## Mandats

### Mandats en cours
- Depuis 2007 : conseiller régional d'Auvergne-Rhône-Alpes
- Depuis 2008 : maire de Bourg-en-Bresse
- Depuis le 13 janvier 2017 : président de la Communauté d'agglomération du Bassin de Bourg-en-Bresse

### Anciens mandats
- 2007-2015 : vice-président du conseil régional de Rhône-Alpes chargé des finances[8]
- 2008-2017 : vice-président de la Communauté d’agglomération de Bourg-en-Bresse